# ドレスダ (小惑星)
ドレスダ (263 Dresda) は、小惑星帯に位置する典型的な小惑星の一つで、コロニス族の一員である。
表面は明るく、同じコロニス族の (243) イダと似たような組成を持っている。
1886年11月3日にオーストリアの天文学者、ヨハン・パリサがウィーンで発見し、ドイツのドレスデンにちなんで命名された。